# Nuu-chah-nulth
Nuu-chah-nulth (ang. Nuu-chah-nulth Nation, dawniej Nootka lub Nutka) – grupa ok. 15 spokrewnionych plemion północnoamerykańskich Indian, zamieszkujących zachodnią część wyspy Vancouver w kanadyjskiej prowincji Kolumbia Brytyjska. Kulturowo najbliżsi plemionom Chinook i Kwakwala. W 1995 grupa liczyła około 6 tysięcy osób (w 1770 było ich ok. 29 tys.).
Należą do niewielkich osiadłych ludów tubylczych zamieszkujących Wybrzeże Północno-Zachodnie Ameryki Północnej i utrzymujących się w przeszłości z rybołówstwa i myślistwa. W okresie poprzedzającym intensywne kontakty z Europejczykami spokrewnionych grup było więcej i były one liczniejsze, jednak epidemie ospy, malarii i innych chorób, konflikty zbrojne i procesy asymilacyjne sprawiły, że większość z nich (nawet do 90%) wyginęła na początku XIX wieku lub została wchłonięta przez grupy sąsiednie.
W przeszłości mówili spokrewnionymi dialektami z rodziny językowej wakash; obecnie mniej niż 150 osób posługuje się jednym z trzech dialektów. W literaturze określani byli zwykle jako Nootka lub Nutka, choć sami preferują nazwę własną Nuu-chah-nulth (wym. nuu-cza-nult).